# Liebe an Bord
Liebe an Bord (Originaltitel Luxury Liner) ist ein US-amerikanisches Filmmusical aus dem Jahr 1948 von Richard Whorf. Der Film wurde von Metro-Goldwyn-Mayer produziert, die Hauptrollen spielen George Brent und Jane Powell, tragende Rollen Lauritz Melchior, Frances Gifford, Marina Koshetz und Xavier Cugat.

## Handlung
Jeremy Bradford ist Kapitän eines Ozeandampfers und verbringt seinen viertägigen Urlaub mit seiner 16-jährigen Tochter Polly, die davon träumt, Opernsängerin zu werden. Er besucht mit ihr eine Aufführung der Oper Aida mit den Stars Olaf Eriksen und Zita Romanka. Während der Aufführung erzählt er ihr, dass Eriksen und Romanko bei der nächsten Überfahrt nach Rio de Janeiro an Bord seines Schiffes sein werden. Polly will unbedingt mit, doch ihr Vater verweigert ihr die Erlaubnis.
Auch Laura Dene, deren Hochzeit mit Charles Worton im letzten Moment abgesagt wurde, befindet sich an Bord des Schiffes. Obwohl der Dampfer ausgebucht ist, kann sich Worton mit Jeremys Hilfe einchecken. Auf See erfährt Jeremy, dass ein blinder Passagier aufgefunden wurde. Es ist Polly, die sich an Bord geschlichen hat. Jeremy will seiner Tochter eine Lektion erteilen und lässt sie in der Kombüse arbeiten.
Beim Kapitänsdinner findet Eriksen eine Nachricht von Polly, die ihm mitteilt, dass die Tochter des Kapitäns seine Kartoffeln persönlich geschält habe. Pollys Streich bringt ihren Vater in Rage, sodass er die Küche aufsucht, in der Polly mit der Küchenbelegschaft tanzt. Jeremy macht  seiner Tochter klar, dass sie zur Strafe ab sofort den Putzdienst zu übernehmen hat.
Als Polly Eriksen begegnet, gesteht sie ihm, wie sehr sie ihn bewundere. Als sie auf Laura trifft, beschwert sie sich darüber, dass man sie als blinde Passagierin entdeckt habe und nun schlecht behandeln würde. Laura versucht daraufhin bei Jeremy ein gutes Wort für Polly einzulegen. Sie weiß allerdings nicht, dass Polly Jeremys Tochter ist und ist überrascht über Jeremys Weigerung, ihrem Wunsch zu entsprechen.
Nach einiger Zeit erzählt Jeremy Laura dann aber die Wahrheit über Polly. Es entwickelt sich eine Romanze zwischen beiden. Gleichzeitig spricht Charles mit Polly über seine Heiratspläne mit Laura, der er auf dem Schiff bisher noch nicht begegnet ist. Später trifft Laura auf Charles und küsst ihn, beobachtet von der traurigen Polly, die weiß, dass sich ihr Vater in Laura verliebt hat.
Nachdem Vater und Tochter sich wieder vertragen haben, kann Eriksen Polly überzeugen, mit ihm beim nächsten Schiffskonzert ein Duett zu singen. Als Laura Polly dann auch noch erzählt, dass sie Charles nicht liebe, ist ihr Glück vollkommen. Nur wenig später sieht Polly glücklich zu, wie Laura und ihr Vater sich umarmen und küssen.

## Produktion

### Produktionsnotizen
Gedreht wurde von Anfang August bis Ende September 1947 in den MGM-Studios in Culver City.
Cedric Gibbons und Paul Groesse waren die Art Directors, Edwin B. Willis der Szenenbildner. Die Kostüme stammen von Helen Rose (Frauen) und Arlington Valles (Männer). Für den Ton war Douglas Shearer verantwortlich.
In kleinen Nebenrollen sind Sam Ash als Kellner, Betty Blythe als Miss Fenmoore, Franklyn Farnum, May McAvoy, Harold Miller, Hans Moebus als Passagiere, C. Aubrey Smith als Edward Thorndike, William Tannen als Oberkellner, Roger Moore als Kellner und Harry Wilson als Besatzungsmitglied zu sehen.
Hauptdarsteller George Brent spielte 1933 in einem Film mit demselben Originaltitel Luxury Liner. Beide Filme haben nichts miteinander zu tun. Jane Powell gab in ihrer Autobiographie zu, dass sie während der Dreharbeiten zum Film in ihren Co-Star George Brent verliebt gewesen sei, ungeachtet der Tatsache, dass er fast 25 Jahre älter war als sie und ihren Vater spielte. Powell schrieb, sie habe ihn als gut aussehend und lustig mit einem wunderbaren Sinn für Humor empfunden. Später schickte Brent Powell einen Brief und Rosen, woraufhin beide begannen, sich zu treffen. Brent gestand ihr dann auch, dass sie ihm schon immer gefallen habe, es aber schwierig gewesen sei, ihr näher zu kommen, da sie ständig von einem Gefolge sie schützender Leute umgeben gewesen sei. Als Brent ihr schließlich einen Heiratsantrag machte, lehnte Powell diesen jedoch zu seiner großen Enttäuschung ab.
Frances Gifford, die die Laura spielte, in die Brent sich verliebte, wurde kurz nach der Veröffentlichung des Films von einigen persönlichen Schicksalsschlägen heimgesucht. Erst hatte sie einen Autounfall, bei dem sie schwer verletzt wurde und nur wenig später kündigte MGM ihren Vertrag. Trotz einiger Versuche bei Paramount konnte sie ihre vielversprechende Schauspielkarriere nicht fortführen und in Hollywood nicht mehr Fuß fassen. Nachdem sich ihr emotionaler Zustand verschlechterte, verbrachte sie viele Jahre in einer psychiatrischen Klinik.

### Soundtrack
George E. Stoll übernahm die musikalische Leitung des Orchesters. 
- Spring Came Back to Vienna von Janice Torre, Fritz Spielmann und Fritz Rotter, gesungen von Jane Powell und Chor
- Finale, Dritter Akt aus Aida von Giuseppe Verdi, gesungen von Lauritz Melchior und Marina Koshetz
- Alouette, traditionelle Weise, gesungen und getanzt von Jane Powell und der Küchenbrigade
- Cugat’s Nugat von Xavier Cugat und Rafael Angulo, Vortrag: Xavier Cugat und sein Orchester
- Yes! We Have No Bananas von Frank Silver und Irving Cohn, gesungen von The Pied Pipers
- Helan Gar, traditionelle Weise von George E. Stoll, gesungen von Lauritz Melchior, The Pied Pipers und Publikum
- Obéissons quand leur voix appelle aus Manon von Jules Massenet, gesungen von Jane Powell
- Con Maracas von Xavier Cugat und Candido Dimanlig, Vortrag: Xavier Cugat und sein Orchester
- The Peanut Vendor von Louis Wolfe Gilbert, Moïse Simons und Marion Sunshine, gesungen von Jane Powell in Zusammenarbeit mit Xavier Cugat und seinem Orchester
- I’ve Got You Under My Skin von Cole Porter, gesungen von Marina Koshetz
- Come Back to Sorrento von Ernesto De Curtis, englischer Text Claude Aveling, gesungen von Lauritz Melchior
- Spring came back to Vienna von Janice Torre, Fritz Spielmann und Fritz Rotter, gesungen von Jane Powell und Lauritz Melchior
- My Shawl von Xavier Cugat, Vortrag: Xavier Cugat und sein Orchester
- Night Must Fall von Xavier Cugat und Barnett Shaw, Vortrag: Xavier Cugat und sein Orchester

### Veröffentlichung
Die Premiere des Films fand am 9. September 1948 in New York statt. In der Bundesrepublik Deutschland kam er am 20. Februar 1951 in die Kinos. 1949 wurde der Film in folgenden Ländern erstmals veröffentlicht: Schweden, Südafrika (Kapstadt, Durban und Johannesburg), Mexiko und Portugal, 1950 in Dänemark und Österreich, 1951 in Frankreich (Marseille), 1952 in Australien und 1953 in Spanien (Madrid und Barcelona). Zudem erfolgte eine Veröffentlichung in Brasilien, Finnland, Griechenland, Italien und im Vereinigten Königreich. 

## Kritiken
Das Lexikon des internationalen Films schrieb: Harmlos unterhaltende Musikkomödie."
Bosley Crowther von der New York Times warnte vor dem alles andere als wasserdichten Drehbuch. Sobald die altbekannte Geschichte ins Trudeln gerate, würden die beiden Opernsänger Melchior und Koshetz den Film vor dem Untergang retten. Diese Momente seien zahlreich in der ausgemergelten Story.
Andrea Passafiume befasste sich bei Turner Classic Movies (TCM) mit dem Film und stellte fest, dass es an Bord dieses Luxusliners an Talenten nicht mangele. Die quirlige Jane Powell zeige einen leicht komödiantischen Touch und singe einige der besten Nummern des Films. Marina Koshetz sorge als wild aggressive Sängerin Zita Romanka für viele lustige Momente, und der echte dänische Opernstar Lauritz Melchior brilliere in seiner Rolle. Ebenso trete der berühmte Bandleader Xavier Cugat selbst auf.